# Brandizzo
Brandizzo és un comune (municipi) de la ciutat metropolitana de Torí, a la regió italiana del Piemont, situat a uns 15 quilòmetres al nord-est de Torí. A 1 de gener de 2019 la seva població era de 8.738 habitants.
Brandizzo limita amb els següents municipis: Chivasso, Volpiano, Settimo Torinese i San Raffaele Cimena.